# Доусон, Бертран
Бертран Доусон, 1-й виконт Доусон Пеннский (англ. Bertrand Dawson, 1st Viscount Dawson of Penn, 9 марта 1864, Кройдон, Южный Лондон — 7 марта 1945) — врач британской королевской семьи. Провёл эвтаназию королю Георгу V инъекцией морфия и кокаина, о чём стало известно только из дневников доктора Доусона 50 лет спустя.

## Биография
Сын архитектора, окончил Университетский колледж Лондона (1888, бакалавр наук) и ординатуру Лондонской королевской больницы (1893, доктор медицины). В 1900 году Доусон женился на Минни Йерроу, дочери богатого судостроителя, получившего титул баронета; у супругов были три дочери, Сибил (1904), Урсула (1907) и Розмари (1913). Все три зятя Доусона также были титулованными дворянами: Сибил в браке стала виконтессой Экклз, Урсула — леди Бауотер, женой баронета и лорд-мэра Лондона, а Розмари — леди Райтсон, также женой баронета.
С 1907 года — лейб-медик Эдуарда VII, а после его смерти в 1910 году — Георга V. В 1911 году был награждён Королевским Викторианским орденом (рыцарь-командор).
Участник Первой мировой войны (во Франции в 1915—1919), генерал-майор британской армии. Изучал волынскую лихорадку, боролся с плохим физическим состоянием солдат, был отмечен в приказах. За время войны неоднократно награждён: орден Св. Иоанна Иерусалимского и орден Бани (1916), Большой крест Королевского Викторианского ордена (1918, новогоднее награждение), рыцарь-командор Ордена Св. Михаила и Св. Георгия (1919).
В 1920 году подготовил влиятельный Отчёт о состоянии медицинских услуг в стране, впоследствии, уже после смерти Доусона, использовавшийся при создании Национальной службы здравоохранения (1948).
9 февраля 1920 года Георг V наградил своего лейб-медика пэрством, пожаловав ему титул барона Доусона из Пенна, в графстве Бакингемшир. Доусон стал активным членом палаты лордов. В апреле 1926 года был повышен его ранг в Ордене Бани — до рыцаря-командора. В 1928 году Доусон спас короля от лёгочной болезни, после чего в 1929 году стал членом Тайного совета. В 1931—1937 председатель Королевского колледжа врачей.

## Смерть Георга V
Лорд Доусон постоянно находился у постели августейшего пациента во время предсмертной болезни Георга V в январе 1936 года. Король, страдавший от лёгочных заболеваний все последние двадцать лет жизни, заболел бронхитом и постоянно впадал в забытье. Было очевидно, что конец близок. Члены королевской семьи прибыли в Сандрингем, газеты печатали медицинские бюллетени о здоровье короля. В 21:30 20 января 1936 года Доусон опубликовал бюллетень: «Жизнь Его Величества мирно близится к концу». Через полтора часа, около 23 часов, он попросил медсестру мисс Блэк ввести находившемуся в коме монарху летальную дозу морфия и кокаина. Когда она отказалась, барон Доусон собственноручно вколол в яремную вену Георга V 3/4 грамма морфия, а немного спустя — 1 грамм кокаина, что остановило сердце.
В своём дневнике он сделал следующую запись об эвтаназии:
«Было очевидно, что последняя стадия может продлиться много часов, что было неизвестно пациенту, но мало отвечало достоинству и величию, которых он столь заслуживал и которые требовали быстрого финала. Часы ожидания механического конца в то время, когда вся настоящая жизнь уже покинула тело, лишь утомляет свидетелей и держит их в таком напряжении, что они не могут воспользоваться утешением мысли, сочувствия или молитвы…»
Доусон также признался в дневнике, что хотел, чтобы новость о смерти короля попала на газетные полосы в утреннем выпуске; вечерние газеты считались менее престижными для монаршего достоинства.
Впоследствии в том же году Доусон выступал против легализации эвтаназии в палате лордов.
Автор статьи в «Британском медицинском журнале» (1994) Дж. Х. Р. Рэмси допускает, что Доусон совершил эвтаназию не из соображений сочувствия к королю и его близким, а из собственной выгоды (придать большую эффектность своему последнему бюллетеню, вернуться к практике в Лондоне).
Обстоятельства смерти Георга V остались неизвестными вплоть до посмертной публикации дневников Доусона. Сестра Блэк также скрыла их.

## Дальнейшая карьера
Доусон лечил обоих последующих королей, сыновей Георга Эдуарда VIII (который во время своего краткого царствования присвоил Доусону 30 октября 1936 г. титул виконта) и Георга VI. Среди его пациентов, помимо королей Британии и их родных, также иностранные монархи — сестра Георга V королева Норвегии Мод и король Бельгии Леопольд III.
7 марта 1945 года Доусон скончался за два дня до 81-го дня рождения. Так как у него не было сыновей, с его смертью оба титула (виконтский и баронский) пресеклись.